# 前肛鰻
前肛鰻（学名：Dysomma anguillare），為輻鰭魚綱鰻鱺目通鰓鰻科的一個種。

## 分布
本魚分布於全球各大洋，包括西大西洋區：美國佛羅里達州、德克薩斯州至委內瑞拉；印度洋區：東非、南非、馬達加斯加、印度西岸、太平洋區：日本、台灣、韓國、菲律賓、印尼、澳洲、紐西蘭等海域皆有其蹤跡。

## 深度
水深30~270公尺。

## 特徵
本魚無鱗，具胸鰭。上頜較下頜長。前上頜骨齒2枚。上頜骨齒細小，形成齒帶；下頜骨齒1列，為較大之犬齒；鋤骨齒5列。前上頜骨齒及鋤骨齒為複合齒，每一枚複合齒之基部有一小丘狀之組織。背鰭起點在胸鰭之前。脊椎骨數119~130。體長為體高之15.6倍；尾長為頭與軀幹之5.1倍；吻長為眼徑之3.3倍。口裂超過眼之後緣。眼小。有尾鰭。肛門至鰓裂之距離小於頭長。體褐色，下方較淡；背鰭、臀鰭為白色。體長可達52公分。

## 生態
屬於底棲魚類，多分布在1000~200公尺之海底屬優勢魚種，以小型魚類、甲殼類及軟體動物為食。

## 經濟利用
數量多，但無經濟價值。

## 外部連結
- 前肛鰻的圖片